# Uname
uname (diminutif pour unix name) est une commande Unix qui affiche les informations système sur la machine sur laquelle elle est exécutée. Elle est apparue dans PWB/UNIX.

## Exemples
- uname (ou --kernel-name ou -s) affiche le nom du système d'exploitation
- uname -a (ou -all) affiche toutes les informations disponibles sur la version du système d'exploitation et le type de la machine.

Exemple de réponse : (nom du serveur, version et date du noyau, type de plateforme, type de système)
Linux proxysvr 2.6.18-128.el5 #1 SMP Wed Dec 17 11:41:38 EST 2008 x86_64 x86_64 x86_64 GNU/Linux
- uname -m est équivalent à la commande arch sur certains systèmes UNIX[2], qui affiche la plateforme de la machine.

- uname -X affiche les caractéristiques matérielles, telles que le numéro de série, sous SCO UNIX et Solaris[3]. Cette option de la commande uname est spécifique à quelques Unix seulement et n'est pas supportée par Linux[4], AIX, MacOSX ni les nombreux systèmes basés sur BSD.